# Крос Плейнс
Крос Плейнс (на английски: Cross Plains) е град в окръг Калахан, Тексас, Съединени американски щати. Населението му е 983 души (по приблизителна оценка от 2017 г.).
В Крос Плейнс умира писателят Робърт Хауърд (1906-1936).